# Chromatopelma cyaneopubescens
Genre
Espèce
Synonymes
Green Bottle Blue 
- Eurypelma cyaneopubescens Strand, 1907
- Proshapalopus variegatus Caporiacco, 1955

Chromatopelma cyaneopubescens , unique représentant du genre Chromatopelma, est une espèce d'araignées mygalomorphes de la famille des Theraphosidae.

## Distribution
Cette espèce est endémique de l'État de Falcón au Venezuela. Elle se rencontre dans la péninsule de Paraguaná.

## Habitat
Cette mygale est terricole, elle tisse énormément.

## Description

### Généralités

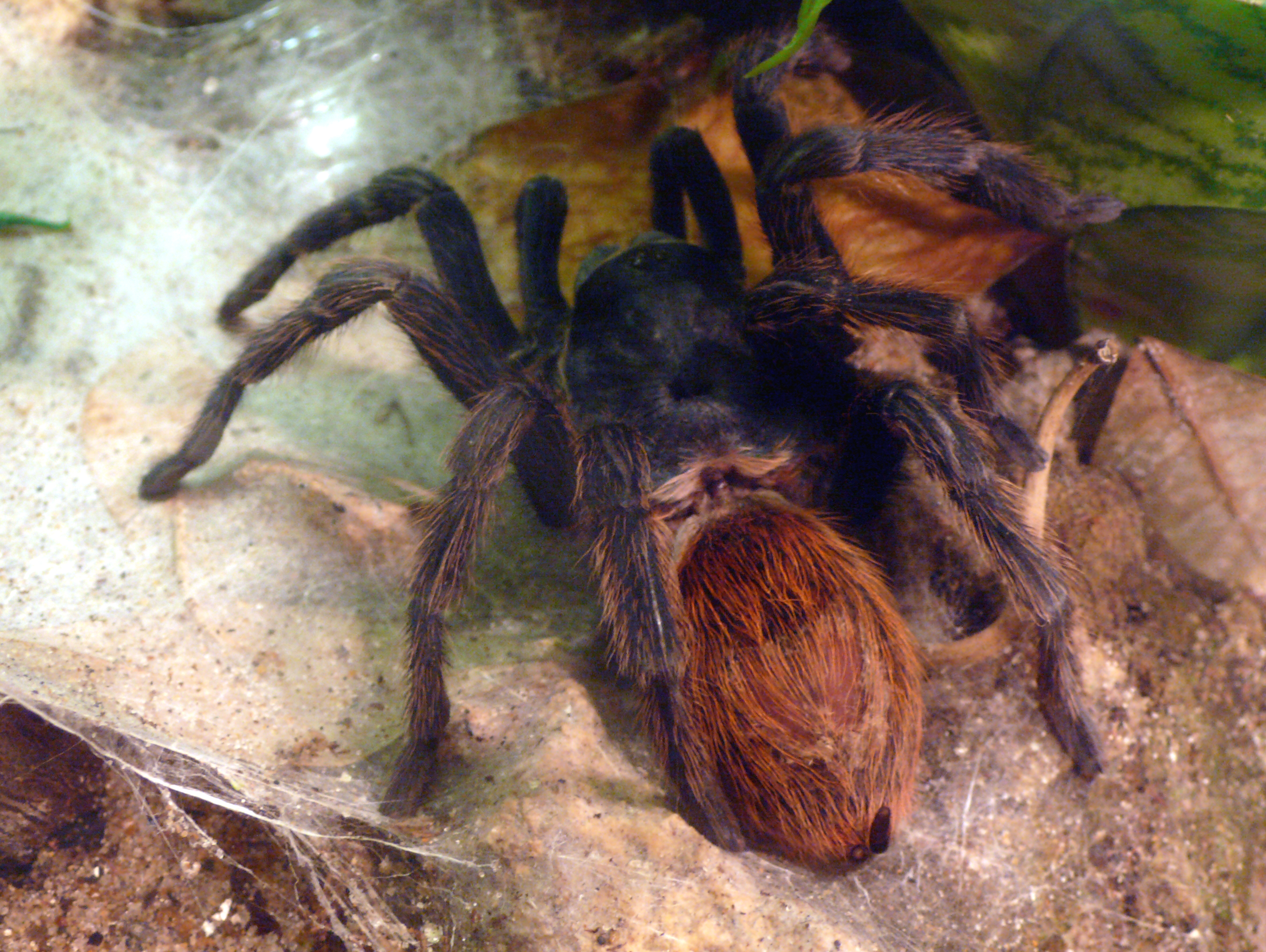
Chromatopelma cyaneopubescens

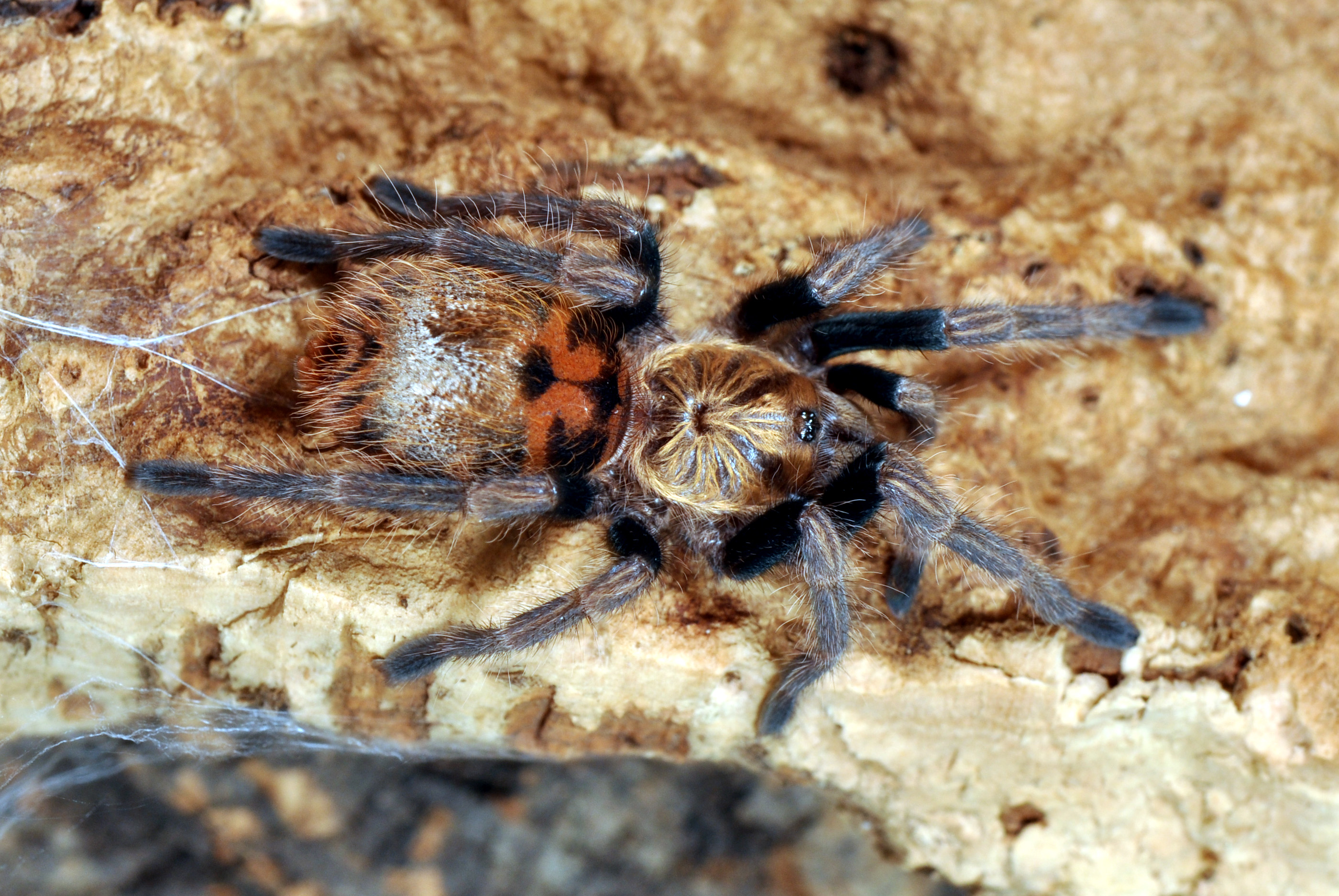
Chromatopelma cyaneopubescens

La carapace du mâle syntype mesure 24 mm de long sur 17 mm et l'abdomen 18 mm de long sur 12 mm et la carapace de la femelle syntype 25 mm de long sur 15 mm et l'abdomen 22 mm.
Ses pattes sont d'un bleu métallique, son céphalothorax est bleu-vert et son abdomen orangé. Les poils sont clairs. Les juvéniles ont le céphalothorax doré, l'abdomen orange rayé de noir et les pattes bleutées.  
Le corps mesure entre 6 et 7 cm, pour une envergure de 14 à 15 cm. 
Cette mygale est presque aveugle : elle peut néanmoins distinguer le jour de la nuit ainsi que les mouvements. En revanche, elle est extrêmement sensible aux vibrations de sa toile, ce qui lui permet de compenser ce handicap.
Comme la plupart des mygales, la mue imaginale est la dernière mue effectuée par le mâle tandis que la femelle continue de muer toute sa vie à des intervalles de plus en plus espacés.
Elle n'hésite pas à s'attaquer à des proies aussi grosses qu'elle.

### Des poils nano-structurées
D'après une analyse datant de novembre 2015, des chercheurs ont découvert que la couleur bleue des poils de cette mygale, est due à leur surface nano-structurée. Ces motifs permettent une diffraction de la lumière visible. La couleur de ces poils demeure inchangée quel que soit l'angle de vue. Pour le moment, l'utilité de cette coloration, pour l'animal, est inconnue. Seules neuf espèces de mygale présentent cette coloration et donc cette structure.

## Reproduction
La maturité sexuelle est atteinte environ à l'âge de 18 mois. Le mâle lors de sa mue imaginale acquiert les caractères sexuels : bulbes copulateurs sur les pédipalpes et une paire d'apophyses tibiales sur la première paire de pattes. Les apophyses tibiales lui permettront, pendant la phase d'accouplement de maintenir sa partenaire en hauteur et d'éviter d'être dévoré par cette dernière. La reproduction est assez facile. Le mâle et la femelle peuvent cohabiter. La femelle s'enferme pour faire son cocon 3 à 5 mois après l'accouplement. L'incubation dure 2 mois environ. À la naissance, il y a une centaine de jeunes très voraces.
La croissance est modérément longue.

## En captivité
Cette espèce se rencontre en terrariophilie.

## Systématique et taxinomie
Cette espèce a été décrite sous le protonyme Eurypelma cyaneopubescens par Strand en 1907. Elle est placée dans le genre Delopelma par Petrunkevitch en 1939, dans le genre Eurypelma par Roewer en 1942 puis dans le genre Chromatopelma par Schmidt en 1995.
Proshapalopus variegatus a été placée en synonymie par Santos, Almeida, Morais et Bertani en 2025.

## Publications originales
- Strand, 1907 : « Aviculariidae und Atypidae des Kgl. Naturalienkabinetts in Stuttgart. » Jahreshefte des Vereins fur vaterlandische Naturkunde in Wurttemberg, vol. 63, p. 1-100.
- Schmidt, 1995 : « Chromatopelma gen. n.: Eine neue Gattung der Theraphosidae (Arachnida:Araneida: Theraphosidae: Theraphosinae). » Arthropoda, vol. 3, no 2, p. 25–26.